# Warulfe Ier d'Uxelles
Warulfe Ier d'Uxelles, (vers 875/880 - vers 927/928), dit "Garoux", seigneur d'Uxelles, châtelain de Brancion.

## Biographie
Vassal du comte Gilbert de Chalon il est cité dans une charte de l'abbaye de Cluny datée de 926.

## Mariages et succession
Il épouse en premières noces Rotrude, puis en secondes noces Bertasia/Bertusia, (? - après 928). Du premier mariage il a :
- Liébaud Ier d'Uxelles,
- Warulfe II[3], dit "Garoux", il épouse en premières noces Alsoendis[4], en secondes noces avant août 980 il épouse Aremburga[5]. Il a :
  - Liébaud, évêque de Mâcon de 993 à 1018,
  - Tessa/Tetza, mariée à Guinebaud/Winebaldus de Neublans, châtelain de Brancion, leur petit-fils Hugues dit "l'Abandonné" participe à la première croisade avec Bernard III Gros de Brancion, Hugues ne reviendra pas de cette aventure aussi ses possessions seront reprises par Bernard III Gros de Brancion,
  - Bernard,
  - Liétaud.